# Moldova 1
Moldova 1 est une chaîne de télévision publique moldave. Elle est l'une des principales composantes de la société nationale de télé-radiodiffusion Teleradio-Moldova.
Des trois chaînes de télévision du groupe, seule Moldova 1 et Moldova 2 sont diffusées sur le réseau hertzien, Tele Moldova Internațional n'étant diffusée que par satellite à destination de la diaspora moldave.
Le siège social et les studios de la chaîne sont situés rue Miorița, dans l'un des principaux quartiers administratifs de la capitale moldave, Chișinău.

## Histoire
C'est en 1957 que le gouvernement de cette petite république soviétique décide de doter le pays d'une chaîne de télévision qui lui soit propre. Au mois de septembre débute la construction d'un premier émetteur, tandis que dans le même temps les studios sont aménagés et équipés de matériel russe. Quelques jours avant le démarrage des premières émissions, les équipes techniques procèdent à un ultime test (diffusion d'une mire) qui s'avère concluant. Le 30 avril 1958 à 19 heures, la télévision moldave peut ainsi commencer ses émissions par un discours du vice-président du soviet des ministres de la RSS de Moldavie, Agrepina Crăciun. Le 24 décembre, un spectacle est diffusé en direct pour la première fois sur les ondes de la télévision moldave.
En 1974, la télévision moldave passe du noir et blanc à la couleur (système SECAM). Six ans plus tard, elle diffuse en direct les jeux olympiques de Moscou.
En 1992, la télévision moldave devient membre à part entière de l'union européenne de radio-télévision (UER). Le cinquantenaire de la création de la chaîne a donné lieu à une programmation spéciale le 30 avril 2008.
Le 3 mai 2016, le groupe public lance une seconde chaîne nationale, Moldova 2 qui retransmet des programmes culturels et sportifs, notamment les Jeux olympiques d'été de 2016 et le Championnat d'Europe de football 2016.

## Identité visuelle

Logo de Moldova 1 de 2005 à 2010.
Logo de Moldova 1 de 2010 à 2016.
Logo de Moldova 1 de 2016 à 2018.

## Programmes
Moldova 1 est une chaîne de télévision généraliste émettant essentiellement en langue moldave, mais également quelques programmes en langue russe. Ses principales productions concernent des programmes d'information et de divertissement parmi lesquels « Bună dimineața » (Bon matin), une émission mêlant chroniques thématiques, clips musicaux et bulletins d'information, « Mesager » (Le messager), un journal télévisé qui rythme l'antenne à plusieurs reprises au cours de la journée, ou encore « Moldova aici și acum » (La Moldavie ici et maintenant), un programme d'information court de début de nuit. Moldova 1 diffuse également des dessins animés, des séries télévisées, des films, des émissions de variété et procède occasionnellement à des retransmissions sportives.
Les programmes sont diffusés 24 heures/24 et 7 jours/7. Moldova 1 est retransmise en direct par le biais d'internet. Le 1er janvier 2007, la chaîne de télévision Tele Moldova Internațional a commencé ses émissions par satellite. Cette dernière reprend une grande partie des programmes de Moldova 1, expurgés des émissions pour lesquelles la chaîne n'a pas les droits de diffusion en dehors du territoire moldave.
La diffusion de la finale du concours eurovision de la chanson 2009 a permis à la chaîne de réaliser un pic d'audience, confirmant la popularité de ce concours dans le pays.